# Saint-Georges-de-Montaigu
Saint-Georges-de-Montaigu korábbi község Franciaország Loire mente régiójában, Vendée megyében. Lakosainak száma 4309 fő (2018. január 1.). Saint-Georges-de-Montaigu La Boissière-de-Montaigu, Boufféré, Les Brouzils, Chavagnes-en-Paillers, La Guyonnière és Montaigu községekkel határos.
2019. január 1-jén négy másik korábbi községgel egyesült és az így létrejött Montaigu-Vendée új község része lett.

## Népesség
A település népessége az elmúlt években az alábbi módon változott:
| Lakosok száma | 4149 | 4248 | 4352 | 4289 | 4309 |
|               | 2013 | 2015 | 2016 | 2017 | 2018 |